# Musicanossa
Musicanossa foi um movimento criado em 1967 no Rio de Janeiro, visando reunir os grandes nomes da Bossa Nova.

## Início do Movimento
O movimento Musicanossa surgiu em 1967, por ideia do jornalista Armando Henrique e seu parceiro de músicas Hugo Bellard. Visava reunir os grandes nomes da bossa nova.
A historia começou na rua Lucio de Mendonça na Tijuca. O hoje maestro Hugo Bellard, então com 18 anos, era pianista do grupo Forma 4 de Jazz e Bossa Nova.
Armando Henrique era primo do baterista do grupo Helio Schiavo, e ia assistir aos ensaios naquela rua. Além disso fazia algumas letras para músicas de Hugo Bellard.
Armando Henrique propôs a Hugo, que já começava a fazer arranjos, a visitarem todos os nomes da bossa nova que estavam no Brasil.
A intenção de Armando Henrique era resgatar a bossa nova, que estava estagnada no Brasil.

## Primeiro Convite
Hugo Bellard aceitou o desafio, e o primeiro visitado pelos dois foi Roberto Menescal, em Copacabana.
Este deu dezenas de telefones a Hugo e Armando, e os dois partiram visitando um a um, tentando reuni-los para uma nova fase da Bossa Nova.
Todos aceitaram, exceto Vinicius de Morais, que foi visitado na Rua Faro mas declinou do convite.

## Reuniões
Paulo Sérgio Valle ofereceu sua casa no Leblon a Hugo Bellard e Armando Henrique, para as reuniões.
E lá chegaram Roberto Menescal, Pingarrilho, Marcos Vasconcellos, Beth Carvalho que na época cantava Bossa Nova, Mario Telles, João Donato, Ronaldo Boscoli, Rosinha de Valença, Antonio Adolfo e o Trio 3D, Nara Leão, Mario Castro Neves e Oscar Castro Neves, Claudia, Momento 4, Taiguara, Chico Batera, Rildo Hora, Maurício Einhorn, Johnny Alf, Franklin da flauta, Paulo Moura, Quarteto em Cy, Lúcio Alves, Ugo Marotta, Lindolfo Gaya, e muitos outros nome da Bossa Nova e do Jazz que moravam no Brasil.

## Apresentações
O movimento passou a se chamar Musicanossa, e foi subdividido em três grupos, cada um com um diretor musical e arranjador: Antônio Adolfo, Roberto Menescal e Hugo Bellard.
O baterista Paschoal Meirelles entrou para o grupo de Hugo Bellard, que se chamava Forma 4.
Aurimar Rocha, dono do Teatro Santa Rosa, ofereceu o teatro para as apresentações, uma vez por semana.

## Novos Talentos
O movimento começou a ficar falado no meio musical, e muitos novos artistas apareceram e se juntaram ao movimento. Entre eles: Milton Nascimento, Toninho Horta, Egberto Gismonti, Wagner Tiso, Tiberio Gaspar, Joyce.
Logo em seguida Marcos Valle, autor de "Samba do Verão" com seu irmão Paulo Sérgio Valle, recém chegado dos Estados Unidos, também aderiu ao grupo.

## Gravadoras
As gravadoras se uniram ao movimento, e 3 álbuns históricos foram lançados pela RCA, EMI e Rozemblit.
Depois de um certo tempo, o movimento teve uma cisão interna e acabou.
Mas foi um importante momento da música brasileira.